# 7005 Henninghaack
7005 Henninghaack este un asteroid din centura principală, descoperit pe 2 martie 1981, de Schelte Bus.